# گریزلس اورچارد (آریزونا)
گریزلس اورچارد (به انگلیسی: Grizzles Orchard) یک منطقهٔ مسکونی در ایالات متحده آمریکا است که در آریزونا واقع شده‌است. گریزلس اورچارد ۱٬۳۱۱ متر بالاتر از سطح دریا واقع شده‌است.